# Mikael Stahre
Mikael Stahre, Estocolmo 5 de julio de 1975) es un exfutbolista y entrenador sueco. Actualmente entrena al IFK Göteborg de la Allsvenskan.

## Trayectoria como entrenador
Si bien entrenó a las categorías inferiores de Gröndals IK, Hammarby IF y especialmente a las del AIK Solna desde la temporada 1989-90, no es hasta la temporada 2005-06 cuando entrena a equipos profesionales.El primer equipo al que entrenará será el Väsby United al que ascendió por primera vez desde el tercer nivel de fútbol sueco hasta el segundo nivel de Superettan.
El 10 de noviembre de 2008 ficha por el AIK Fotboll tras la destitución de Rikard Norling. En 2009 se proclamará campeón de Liga.También ese mismo año ganó la Copa al ganar en la final al IFK Göteborg.
El 26 de abril de 2010 firma con el Panionios FC griego. El 28 de octubre de 2010, Panionios FC anunció la destitución del entrenador sueco.
Stahre se firmó por el IFK Göteborg en 2012.Fue sustituido en noviembre de 2014.
En el 2015 ficha por el Dalian Yifang de la Jia Liga China, segunda división del país asiático.En julio de 2016, tras temporada y media, es sustituido cuando el equipo marchaba tercero a un punto de los puestos de ascenso.
A inicios de 2017 ficha por el BK Häcken, club que abandonará el 23 de noviembre de 2017 para ser nombrado entrenador del San Jose Earthquakes de la Major League Soccer norteamericana. siendo destituido el 17 de septiembre de 2018.
El 13 de enero de 2020, Stahre fue anunciado como el nuevo entrenador en jefe en Sarpsborg 08.
En junio de 2021, firmó como entrenador en el IFK Göteborg de la Allsvenskan.

## Estadísticas como entrenador
| Club                 | País           | Año       | P   | PG | PE | PP | % v.  |
| -------------------- | -------------- | --------- | --- | -- | -- | -- | ----- |
| Väsby United         | Suecia         | 2007-2008 | 64  | 32 | 12 | 20 | 50    |
| AIK Fotboll          | Suecia         | 2009-2010 | 44  | 25 | 10 | 9  | 56.82 |
| Panionios FC         | Grecia         | 2010      | 8   | 1  | 1  | 6  | 12.5  |
| IFK Göteborg         | Suecia         | 2012-2014 | 111 | 53 | 32 | 26 | 47.75 |
| Dalian Yifang        | China          | 2015-2016 | 49  | 37 | 9  | 13 | 75.51 |
| BK Häcken            | Suecia         | 2017      | 36  | 18 | 11 | 7  | 50    |
| San Jose Earthquakes | Estados Unidos | 2017-2018 | 29  | 4  | 8  | 17 | 13.79 |
| Sarpsborg 08         | Noruega        | 2020-Act. |     |    |    |    | 0     |

## Palmarés
-AIK Fotboll:
- Allsvenskan: 2009
- Svenska Cupen: 2009
- Svenska Supercupen: 2010

-IFK Göteborg:
- Svenska Cupen: 2012/13